# NHL Winter Classic

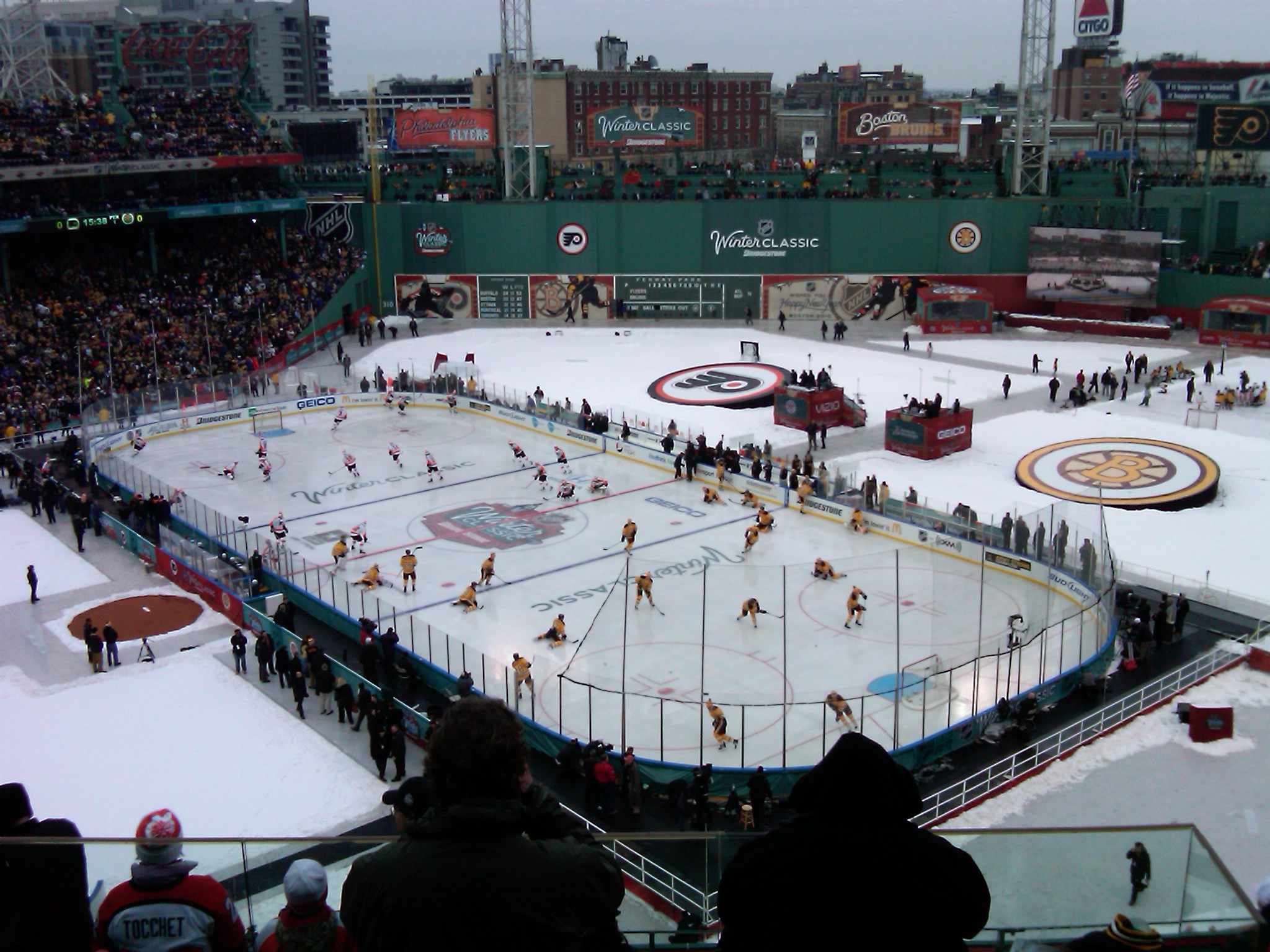
De NHL Winter Classic in 2010

De NHL Winter Classic is een jaarlijkse outdoor ijshockey wedstrijd in Noord-Amerika. Twee teams uitkomend in de National Hockey League nemen het tegen elkaar op in een ijshockeybaan die voor dit doel in de open lucht gebouwd is. De locatie is meestal een stadion waar gewoonlijk honkbal of American football wordt gespeeld. De wedstrijd wordt gespeeld op of rond nieuwjaarsdag.

## Ontstaan
In 2003 werd eenmalig besloten een ijshockeywedstrijd in de open lucht te organiseren. De zogenaamde Heritage Classic was een duel in Edmonton tussen de Edmonton Oilers en de Montreal Canadiens. De spelers droegen retro shirts gelijkend aan shirts uit begin 20e eeuw. Ondanks het gure weer (temperaturen van ongeveer -20 graden en een harde wind) kwamen meer dan 57.000 mensen naar de wedstrijd kijken. Het was tevens de op een na meest bekeken ijshockeywedstrijd op televisie in Canada dat seizoen. Na het succes van de Heritage Classic werd er gekeken naar een mogelijkheid om vaker NHL-wedstrijden buiten te organiseren. In 2008 ontstond zodoende de NHL Winter Classic, waarmee werd besloten een dergelijke wedstrijd eenmaal per jaar te laten plaatsvinden.

## Deelnemers en winnaars
| Jaar | Stadion              | Gewoonlijke sport | Locatie          | Bezoekend team      | Thuisspelend team   | Uitslag  | Aantal toeschouwers |
| ---- | -------------------- | ----------------- | ---------------- | ------------------- | ------------------- | -------- | ------------------- |
| 2008 | Ralph Wilson Stadium | American football | Orchard Park, NY | Pittsburgh Penguins | Buffalo Sabres      | 2–1 (NP) | 71.217              |
| 2009 | Wrigley Field        | Honkbal           | Chicago, IL      | Detroit Red Wings   | Chicago Blackhawks  | 6–4      | 40.818              |
| 2010 | Fenway Park          | Honkbal           | Boston, MA       | Philadelphia Flyers | Boston Bruins       | 2–1 (NV) | 38.112              |
| 2011 | Heinz Field          | American football | Pittsburgh, PA   | Washington Capitals | Pittsburgh Penguins | 3–1      | 68.111              |
| 2012 | Citizens Bank Park   | Honkbal           | Philadelphia, PA | New York Rangers    | Philadelphia Flyers | 3–2      | 46.967              |
| 2014 | Michigan Stadium     | American football | Ann Arbor, MI    | Toronto Maple Leafs | Detroit Red Wings   | 3–2 (NP) | 105.491             |
| 2015 | Nationals Park       | Honkbal           | Washington D.C.  | Chicago Blackhawks  | Washington Capitals | 2–3      | 42.832              |
| 2016 | Gillette Stadium     | American football | Foxborough, MA   | Montreal Canadiens  | Boston Bruins       | 5–1      | 67.246              |
| 2017 | Busch Stadium        | Honkbal           | St. Louis, MO    | Chicago Blackhawks  | St. Louis Blues     | 4-1      | 46.556              |
| 2018 | Citi Field           | Honkbal           | Queens, NY       | New York Rangers    | Buffalo Sabres      | 3–2 (NV) | 41.821              |
| 2019 | Notre Dame Stadium   | American football | Notre Dame, IN   | Boston Bruins       | Chicago Blackhawks  | 4-2      | 76.126              |

Legenda
- NP geeft aan dat de wedstrijd met penalty’s beslist werd.
- NV geeft aan dat de wedstrijd in de verlenging beslist werd.
- Vetgedrukt geeft het winnende team aan.
- In 2013 werd de Winter Classic niet gespeeld in verband met de NHL-staking van dat jaar.